# Now That We Found Love
 (février 2018).
Si vous disposez d'ouvrages ou d'articles de référence ou si vous connaissez des sites web de qualité traitant du thème abordé ici, merci de compléter l'article en donnant les références utiles à sa vérifiabilité et en les liant à la section « Notes et références ».
Now That We Found Love (aussi connue comme Now That We've Found Love) est une chanson écrite par Kenneth Gamble et Leon Huff.

## Historique
Elle a initialement enregistrée par The O'Jays pour leur album Ship Ahoy (1973). 
Les versions de reprise ont été faites par Martha Reeves (1976), par le groupe B.T. Express sur leur album Energy To Burn (1976), par le groupe de reggae-disco Third World (1978), et par le rappeur Heavy D (1991). 
La version de Third World sort en single en 1978 chez Island Records et culmine à la 10e place au Royaume-Uni et à la 47e place sur le Billboard Hot 100. La version de Heavy D peut être entendue à la fin du film Hitch, ainsi qu'à la fin de l'épisode Black Cadillac (saison 1, épisode 4) de la série télévisée Ray Donovan.